# 1,2-二氟苯
1,2-二氟苯又称邻二氟苯，化学式为C6H4F2。

## 合成
2-硝基氯苯在DMSO中于180~190°C和无水氟化钾反应，再加氢还原，得到2-氟苯胺，经过重氮化反应得到氟硼酸盐，140~160°C分解，得到1,2-二氟苯。